# Lysimachia montana
Lysimachia montana är en viveväxtart som först beskrevs av Caspar Georg Carl Reinwardt, och fick sitt nu gällande namn av Bakh. f. apud Bentvelzen. Lysimachia montana ingår i släktet lysingar, och familjen viveväxter. Utöver nominatformen finns också underarten L. m. platyphylla.